# Кэрри в большом городе
«Кэрри в большом городе» (англ. Carrie Pilby) — американская комедийная драма 2016 года режиссёра Сьюзен Джонсон. Экранизация романа Карен Лисснер «Кэрри Пилби». В фильме снимались Бел Паули, Натан Лейн, Габриэль Бирн, Джейсон Риттер, Уильям Мозли и Колин О’Донохью.
Фильм был показан на Международном кинофестивале в Торонто в 2016 году. 31 марта 2017 года вышел в ограниченный прокат, а 4 апреля 2017 года стал доступен на сервисах видео по запросу The Orchard,   с 5 сентября 2017 года и на Netflix.

## Сюжет
Кэрри Пилби, 19-летняя вундеркинд, живет одна в Нью-Йорке. После учебы в Гарвардском университете она провела несколько лет, в основном в своей квартире и навещая доктора Петрова, терапевта и близкого друга её отсутствующего отца. Доктор Петров решает составить Кэрри список дел, чтобы она могла привыкнуть к социальному взаимодействию. По списку она должна завести друга, найти работу, завести домашнее животное, о котором нужно позаботиться, и свидание. По мере того, как Кэрри начинает выполнять список, её взгляды на секс, романтику и мир начинают менять её суждения об отношениях и человечности.

## В ролях
- Бел Паули — Кэрри Пилби
- Натан Лейн — доктор Петров
- Гэбриэль Бирн — Даниэль Пилби
- Джейсон Риттер — Мэтт
- Уильям Мозли — Сайрус
- Ванесса Байер — Тара
- Колин O’Донохью — профессор Дэвид Харрисон
- Махали Мэннинг — Аманда
- Захари Инфанте — Дэви
- Джастин Дин — Декс
- Брайан Уинстон — бармен
- Айше Кырджа — официантка

## Производство
17 июня 2013 года было объявлено, что продюсер Braveart Films Сьюзен Джонсон дебютирует в качестве режиссёра с экранизацией романа Кэрри Пилби, написанного Карен Лисснер, а продюсерами фильма станут Сюзанна Фарвелл и Сьюзан Картсонис из Storefront Pictures. Хейли Стейнфилд первоначально рассматривалась на главную роль в фильме, сценарий которого написали Кара Холден и Дин Крейг. Стейнфилд выбыла из-за конфликта в расписании, её сменила Бел Паули. В статьях о фильме отмечалась преимущественно женская съёмочная группа, женщина — главный сценарист и женщина-режиссёр.
Съёмки начались 14 декабря 2015 года в Нью-Йорке.

## Релиз
Мировая премьера фильма состоялась на Международном кинофестивале в Торонто 9 сентября 2016 года. В ноябре 2016 года The Orchard приобрела права на распространение фильма в США. 31 марта 2017 года фильм был выпущен ограниченный прокат в шести кинотеатрах, а затем 4 апреля 2017 года стал доступен на видео по запросу. Фильм был самым популярным в iTunes в категории независимых фильмов в течение первых трех недель после его выпуска, а затем занял третье место в течение четвертой недели.

## Критика
На агрегаторе рецензий Rotten Tomatoes у фильма 63 % «свежести».